# Rasa de Sant Martí (Viver i Serrateix)
La Rasa de Sant Martí és un torrent afluent per l'esquerra de la Riera de Navel, al Berguedà.
Els darrers 1.216 m. del seu curs transcorren per l'interior del PEIN de la Riera de Navel.

Transcorre íntegrament pel terme municipal de Viver i Serrateix.
La seva xarxa hidrogràfica de la Rasa de Sant Martí està integrada per 10 cursos fluvials que sumen una longitud total de 5.000 m.